# Euptychium gunnii
Euptychium gunnii är en bladmossart som beskrevs av Brotherus och William Walter Watts 1915. Euptychium gunnii ingår i släktet Euptychium och familjen Pterobryaceae. Inga underarter finns listade i Catalogue of Life.